# Hyundai Terracan
Hyundai Terracan – samochód osobowy typu SUV klasy wyższej produkowany pod południowokoreańską marką Hyundai w latach 2001 – 2007.

## Historia i opis modelu

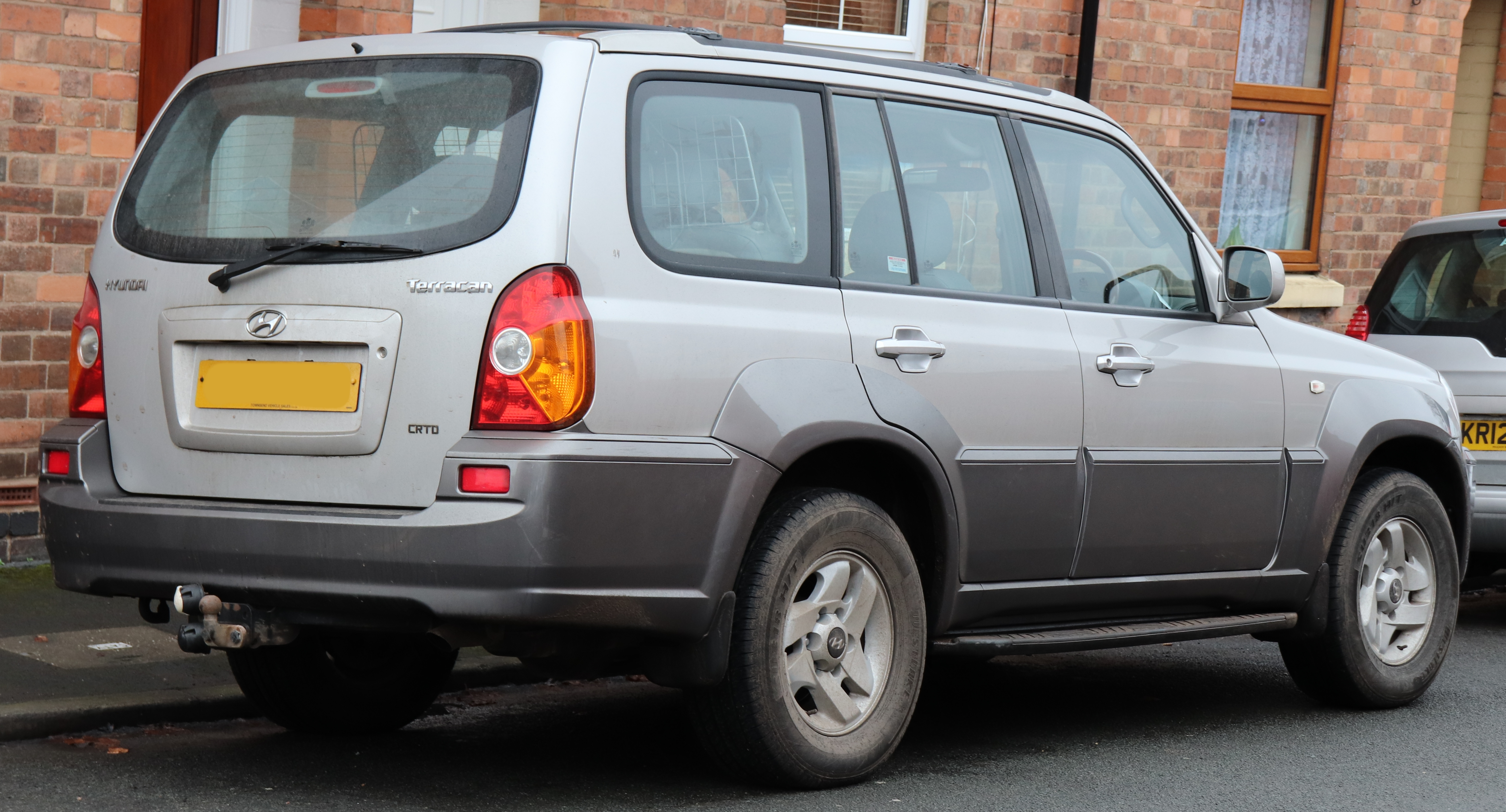
Hyundai Terracan – tył

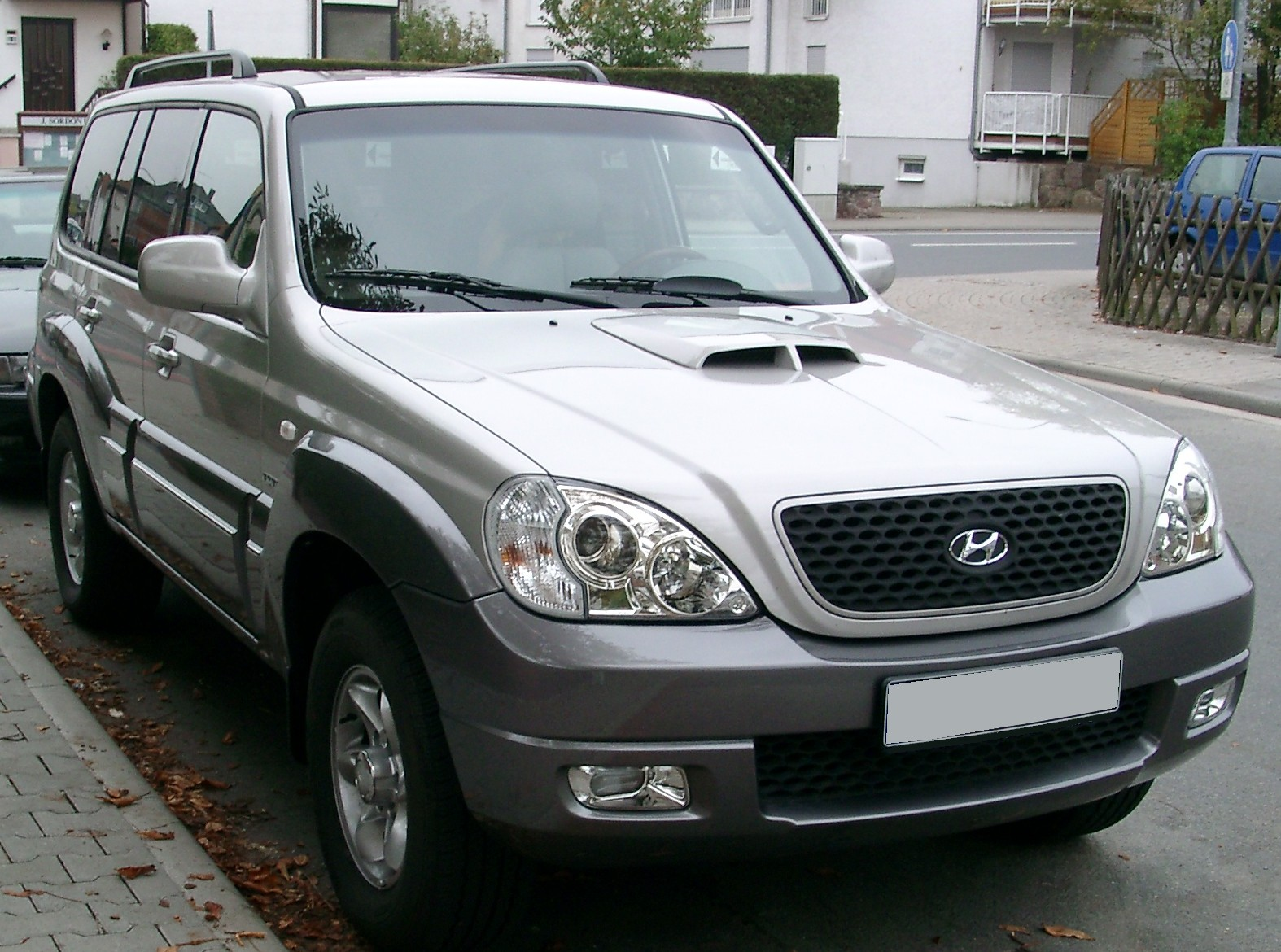
Hyundai Terracan po liftingu

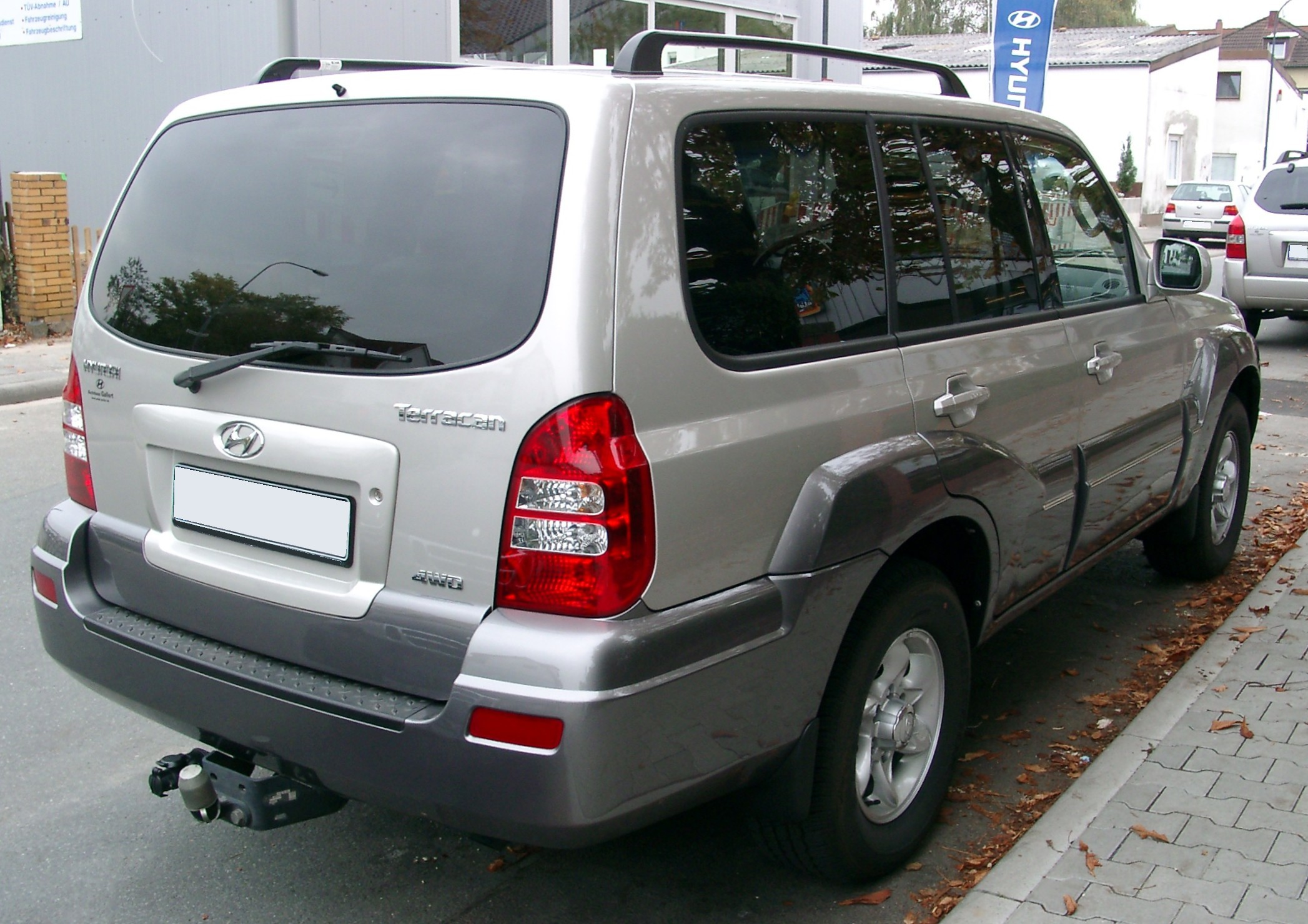
Hyundai Terracan - tył po liftingu

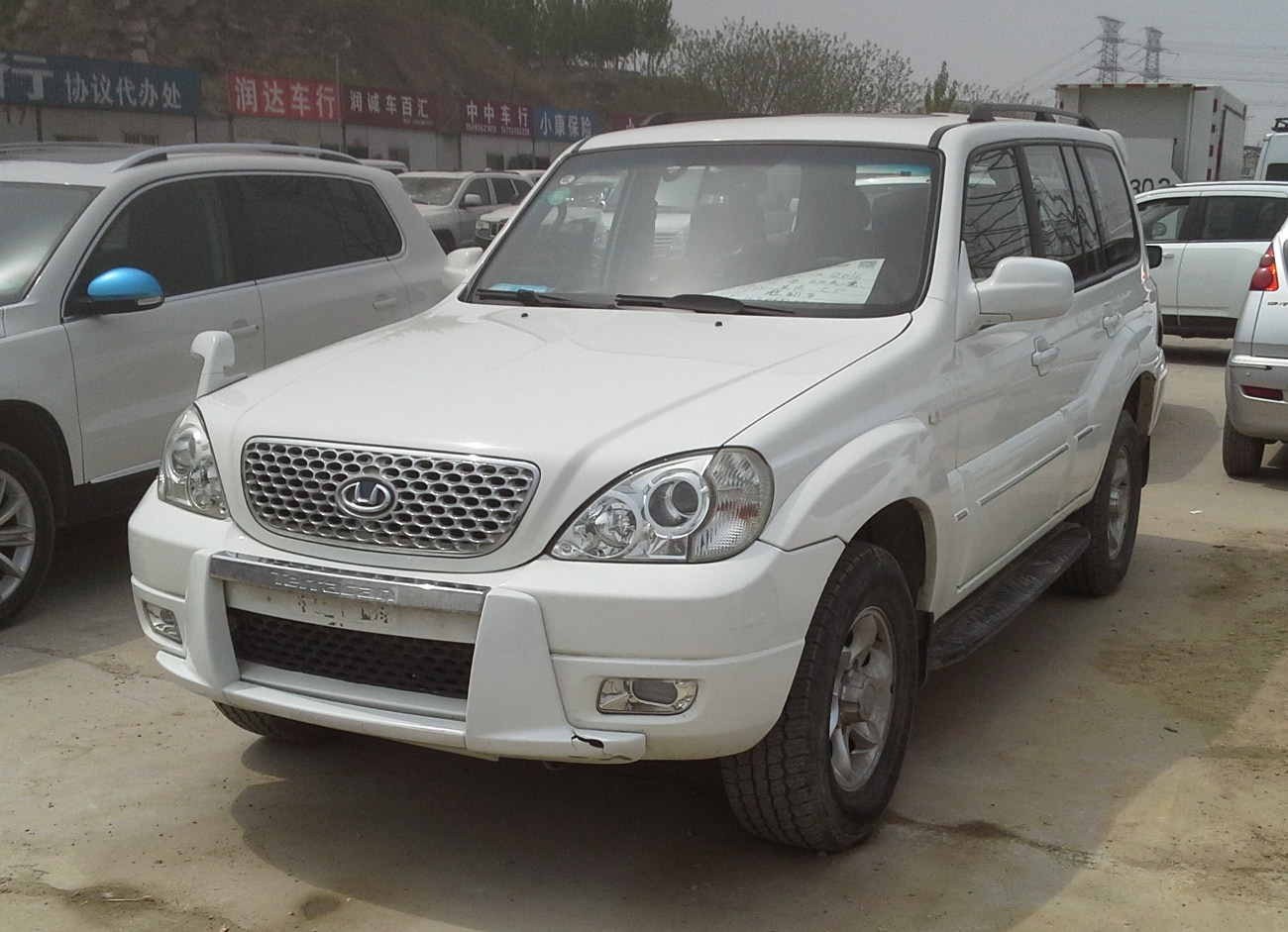
chiński Hawtai Terracan

Studyjną zapowiedzą nowego, topowego SUV-a Hyundaia był prototyp Highland Concept przedstawiony w 1999 roku. W seryjnej postaci jako Hyundai Terracan pojazd został zaprezentowany po raz w pierwszy w 2001 roku jako następca modelu Galloper, kontynuując po nim koncepcję 5-drzwiowego SUV-a wykorzystującego napęd na cztery koła, niezależne zawieszenie przednie i reduktor. W ówczesnej gamie producenta pojazd uplasował się powyżej mniejszego Santa Fe.
W porównaniu do poprzednika, Terracan otrzymał jednak bardziej luksusowe wyposażenie na czele ze skórzaną tapicerką, automatyczną klimatyzacją, systemem ABS czy podgrzewaniem przednich foteli. Jednocześnie, Terracan zachował prosty wystrój kabiny pasażerskiej z dominacją prostokątnych form.

### Lifting
W 2004 roku Hyundai Terracan przeszedł obszerną restylizację. W wyglądzie zewnętrznym pojawiła się nowa ciemna atrapa chłodnicy, nowe wloty powietrza, prostokątne światła przeciwmgielne, inne wkłady lamp tylnych o przemodelowanym kształcie, a także zmieniona boczna listwa ochronna oraz inna listwa na tylnej klapie. Zmodyfikowano też materiały wykończeniowe w kabinie pasażerskiej oraz zmieniono listę wyposażenia.

### Sprzedaż
Hyundai Terracan był samochodem globalnym, poza rodzimym rynkiem Koreą Południową oferowanym także w Europie, Ameryce Południowej i Australii.
Między 2003 a 2011 Terracan był także produkowany i sprzedawany w Chinach na licencji udzielonej lokalnemu przedsiębiorstwu Hawtai pod nazwą Hawtai Terracan, bez głębszych różnic wizualnych.

### Silniki
- L4 2.5 DTi 103 KM
- L4 2.9 CRDi 150 KM
- L4 2.9 CRDi 163 KM
- V6 3.5 V6 DOHC 194 KM